# Union nationale des centres communaux d'action sociale
 (mai 2018).
Si vous disposez d'ouvrages ou d'articles de référence ou si vous connaissez des sites web de qualité traitant du thème abordé ici, merci de compléter l'article en donnant les références utiles à sa vérifiabilité et en les liant à la section « Notes et références ».
L'Union nationale des centres communaux d'action sociale (Unccas) est une association régie par la loi de 1901 qui fédère les Centres communaux ou intercommunaux d'action sociale depuis 1926. Elle compte 4000 CCAS/CIAS adhérents représentant 45 millions de français.

## Histoire
Créée en 1926, l'UNCCAS représente en 2006 la quasi-totalité des communes de plus de 10 000 habitants, 75 % des communes de 5 000 à 10 000 habitants. Elle compte également près de 1700 CCAS des communes de moins de 5 000 habitants.
En 2005, l'UNCCAS, la Mutualité française et l'UNA créent l'enseigne France Domicile pour émettre le chèque emploi service universel (Cesu), structure qui se déclare en faillite en 2010,.
En 2013, l'Unccas lance un partenariat avec la Banque de France pour mieux accompagner les personnes en difficulté financière, partenariat reconduit pour 3 ans en 2021. En 2021, son budget et ses champs d'action sont réduits alors que l'inflation galopante augmente la précarité et les demandes d'aide. En 2023, l'Unccas lance le « baromètre de l’action sociale » qui analyse le concept d'action sociale dans l'esprit des Français.

## Missions
L'UNCCAS apporte une réflexion, une démarche prospective et stratégique, mais aussi un outil technique et pratique d’envergure aux acteurs de terrain. Ainsi, l'UNCCAS :
- représente et soutient ses adhérents
- anime le réseau et développe les échanges d'expériences
- favorise la constitution effective de CCAS et CIAS
- les informe des évolutions législatives et de l'actualité de l'action sociale

## Fonctionnement
Le bureau national et le conseil d'administration définissent les orientations de l'Union qui sont mises en œuvre par la délégation générale.
Le bureau national est issu du conseil d'administration dont un peu plus des deux tiers des membres sont élus par un comité de cent électeurs nationaux, eux-mêmes élus par l'ensemble des adhérents.
Luc Carvounas, maire d'Alfortville, est élu le 11 décembre 2020 président de l’UNCCAS à l’unanimité, lors du vote du nouveau conseil d’administration et du bureau.